# Município de Waccamaw (condado de Columbus, Carolina do Norte)
Localização da Carolina do Norte nos E.U.A.
O município de Waccamaw (em inglês: Waccamaw Township) é um localização localizado no  condado de Columbus no estado estadounidense da Carolina do Norte. No ano 2010 tinha uma população de 2.175 habitantes.

## Geografia
O município de Waccamaw encontra-se localizado nas coordenadas 34° 19′ 54,61″ N, 78° 30′ 17,03″ O.